# Zoot Allures
Zoot Allures (рус. Прелести Зут) — студийный альбом Фрэнка Заппы, выпущенный в 1976 году.

## История
Альбом Zoot Allures является единственным релизом Заппы, выпущенным на лейбле Warner Music Group. В связи с судебным иском со своим бывшим менеджером Хербом Коэном контракт Фрэнка Заппы был временно переназначен от DiscReet Records на Warner Bros. Records. Название альбома является каламбуром на французское выражение «Zut Alors!», которое, хоть и не имеет прямого перевода, но передает лёгкое удивление и может быть аппроксимировано как «Чёрт побери!». Также название может означать в общепринятом британском выражении сигарету с марихуаной. Наиболее известные треки альбома: «Wind Up Workin’ in a Gas Station», «The Torture Never Stops» и «Disco Boy».

## Список композиций
Автор всех композиций: Фрэнк Заппа, кроме обозначенных.

### Первая сторона
1. «Wind Up Workin’ in a Gas Station» — 2:29
2. «Black Napkins» — 4:15
3. «The Torture Never Stops» — 9:45
4. «Ms. Pinky» — 3:40

### Вторая сторона
1. «Find Her Finer» — 4:07
2. «Friendly Little Finger» — 4:17
3. «Wonderful Wino» (Симмонс/Заппа) — 3:38
4. «Zoot Allures» — 4:12
5. «Disco Boy[англ.]» — 5:11

## Участники записи
Музыканты:
- Фрэнк Заппа — гитара (все треки), синтезатор (песни 1, 4, 5, 9), бас (песни 1, 3—7, 9), клавишные (песни 3, 5, 7, 9), ведущий вокал (песни 1, 3, 4, 5, 7, 9)
- Терри Боззио — ударные (все треки), бэк-вокал (песни 5, 9)
- Дейви Мур — вокал (песня 1), бэк-вокал (песни 1, 9), инженер
- Андре Льюис[англ.] — орган (песня 2), вокал (песня 2), бэк-вокал (песни 5, 9)
- Рой Эстрада — бас-гитара (песня 2), вокал (песня 2), бэк-вокал (песни 2, 4, 5, 9)
- Наполеон Мерфи Брок — саксофон, вокал (песня 2)
- Рут Андервуд[англ.] — синтезатор (песни 4, 7), маримба (песни 6, 8)
- Капитан Бифхарт — губная гармоника (песня 5) (в титрах указан как «Донни Влит»)
- Рубен Ладрон де Гуевара — бэк-вокал (песня 5)
- Иэн Андервуд — саксофон (песни 6, 7)

| - Брюс Фаулер — тромбон (песни 6, 7) - Сал Маркес — труба (песни 6, 7) - Дейв Парлато — бас-гитара (песня 8) - Лу Энн Нейл — арфа (песня 8) - Спарки Паркер — бэк-вокал (песня 9) Технический персонал: - Фрэнк Заппа — музыкальный продюсер | Технический персонал: - Арни Акоста — мастеринг-инженер - Эми Бернштейн — компоновка - Майкл Браунштейн — звукоинженер - Гари Хири — фотограф - Кэл Шенкель — дизайнер - Боб Стоун — цифровой ремастеринг |

## Позиции в хит-парадах
Альбом — Billboard (Северная Америка)
| Год  | Чарт       | Позиция |
| ---- | ---------- | ------- |
| 1976 | Pop Albums | 61      |